# Совка чубаткова
Совка чубаткова (Calyptra thalictri) — вид нічних метеликів родини еребід (Erebidae).

## Поширення
Вид поширений в Південній та Східній Європі та схід через Сибір до Японії та Китаю, а звідси на південь до Малайзії. У 2000 році його спостерігали у Фінляндії, а в 2008 році — ще далі на захід, у Швеції. Трапляється на вологих і сухих луках, лісових галявинах і узліссях, у заплавних лісах, лісостепових дібровах, по берегах водойм, заростях чагарників.

## Опис
Довжина переднього крила 20-22 мм. Розмах крил 35-49 мм. Передні крила коричневого кольору з світлішим і різко обмеженим зовнішнім полем і характерним лопатеподібним виростом, що розташовується на внутрішньому краї крила. Задні крила та черевце світло-сірі.

## Спосіб життя
Метелики літають з початку липня до початку вересня. Гусениці розвиваються з осені до травня наступного року. Кормовими рослинами гусениць є різні виду рутвиці — Thalictrum flavum і Thalictrum minus, також є дані про харчування гусениць на деяких видах плодових дерев.